# Apherusa ruffoi
Apherusa ruffoi is een vlokreeftensoort uit de familie van de Calliopiidae. De wetenschappelijke naam van de soort is voor het eerst geldig gepubliceerd in 1969 door Krapp-Schickel.